# CNHインダストリアル
CNHインダストリアル（英語: CNH Industrial N.V.）は、産業機械や商用車の製造・販売を手がける多国籍企業である。オランダで法人登記が行われ、イギリス・ロンドンに本社を構える。アニェッリ家の投資会社であるイタリアのエクソールが筆頭株主である。

## 歴史

### フィアット・インダストリアル
2011年1月1日、イタリアの自動車メーカー・フィアットから産業機械および商用車部門を分社化する形でフィアット・インダストリアルS.p.A.が設立された。フィアット・インダストリアルは農業機械・建設機械メーカーのCNHグローバルの株式の87.4%、トラックメーカーのイヴェコ、そしてフィアット・パワートレーン・テクノロジーズの工業・船舶事業を分離したFPTインダストリアルを保有する持株会社で、本社はトリノに置かれた。
この分社化でフィアット株1株につきフィアット・インダストリアル株1株に転換された。その結果、エクソールが30%の株式を保有する筆頭株主となった。
フィアット・インダストリアルはダウ・ジョーンズ・サスティナビリティ・インデックス (DJSI) のワールド・インデックスとヨーロッパ・インデックスで工業エンジニアリングのセクターリーダーに2年連続で選定されている。

### 合併
CNHインダストリアルN.V.は2012年11月にオランダで法人登記され、2013年9月29日にCNHグローバルN.V.とフィアット・インダストリアルS.p.A.を吸収合併して営業を開始した。フィアット・インダストリアルの株主は同社株1株につきCNHインダストリアル株1株を受け取り、CNHグローバルの株主は同社株1株につきCNHインダストリアル株3.828株を受け取る。翌30日にはニューヨーク証券取引所とイタリア証券取引所に上場した。2023年11月、ニューヨーク証券取引所に上場を一本化した。

## ブランド
- ケースIH
- Steyr Tractor
- ケース・コンストラクション・エキップメント
- ニューホランド
- ニューホランド・コンストラクション